# イリナ・パンタエヴァ
イリナ・パンタエヴァ （Irina Pantaeva,ロシア語: Ирина Пантаева,1967年10月31日 - ）は、ロシアのファッションモデル、女優である。イリナ・パンタエヴァはソビエト連邦・ロシア共和国・ブリヤート自治ソビエト社会主義共和国・ウラン・ウデに生まれた。身長178センチ。
名前はロシア風だが、生粋のモンゴル系のブリヤート人であるため、顔立ちは、東アジアの中国・朝鮮半島・日本・モンゴルの各地域で親しみを持たれやすい。
1980年代後半、ラトビア人カメラマンのローランド・レヴィンに見いだされるが、ソビエト連邦の崩壊のまっただ中で連絡がつかなくなり、イリナは自力でニューヨークへ移り、成功した。ヴィヴィアン・タム、アナ・スイなど、アジア系デザイナーに愛される。
成功してから、連絡のつかなくなっていたローランドと偶然再会し、交際。現在、二人は結婚し、子供が二人いる。
1998年、自分の半生を書いた自伝「シベリアン・ドリーム」を発表した。